# Khirbat al-Minya
Khirbat al-Minya (aussi connu sous le nom de Ayn Minyat Hisham ou Hurvat Minim) est un palais construit par les Omeyyades, situé à l'est de la Galilée, à 200 m de la rive nord du lac de Tibériade, en Israël. Il a été construit dans le cadre d'un ksar pendant le règne de Al-Walīd Ier (705-715) ; le palais inclut également une mosquée et des bains.
Le site est la seule ruine des Omeyyades à découvert sur le territoire israélien et sa mosquée est l'une des plus anciennes de la région de Palestine.

## Architecture

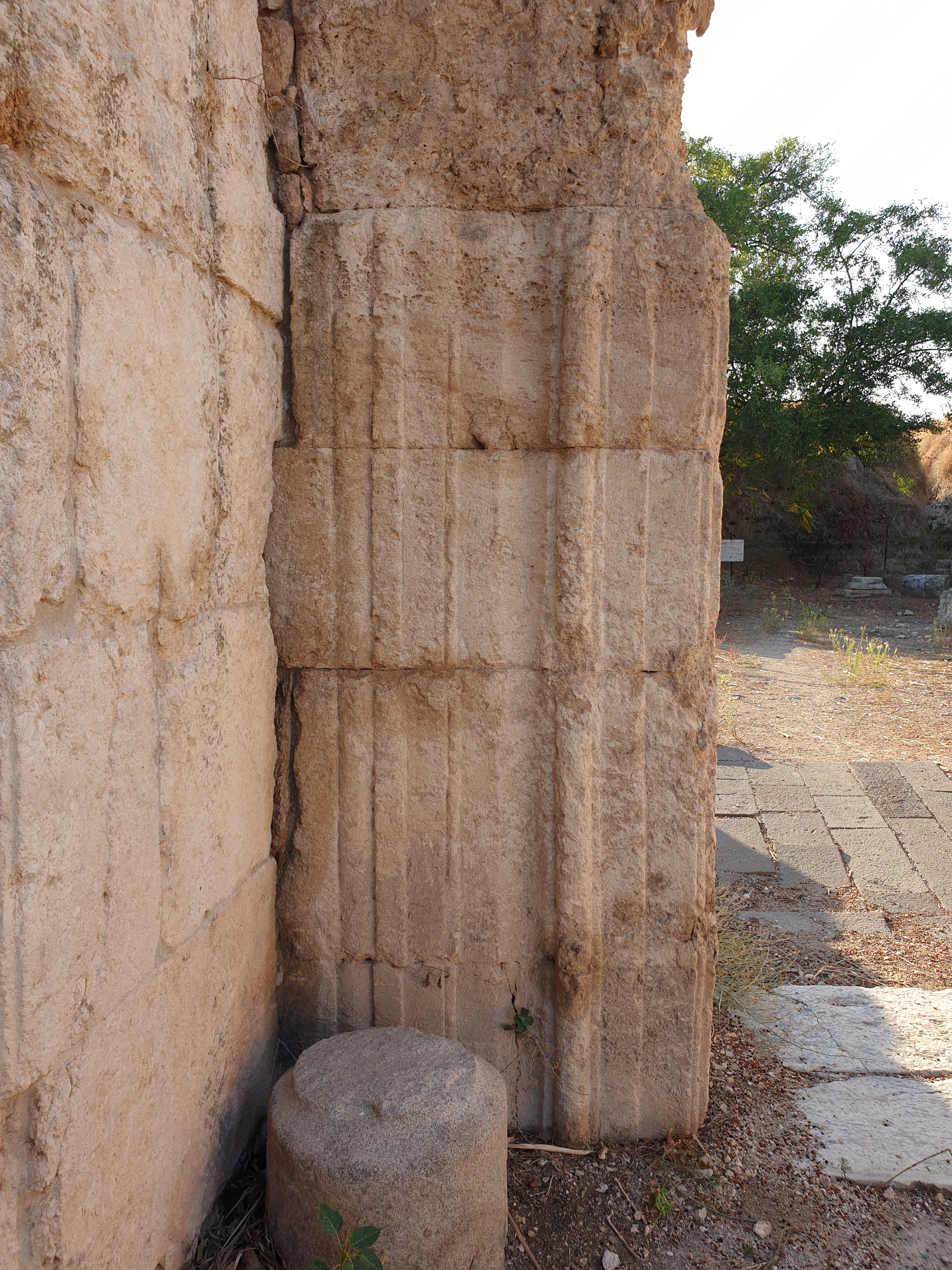
L'entrée décorée du palace d'Al-Minya

Le palais de Khirbat al-Minya est contenu dans un espace rectangulaire (de 66 m sur 73 m) orienté selon un axe nord-sud. Comme les autres palais des Omeyyades, il dispose de tours rondes à ses coins et de tours semi-circulaires au milieu de chaque mur, à l'exception de celui situé à l'est où se trouve une entrée monumentale. Cette entrée est formée par deux tours semi-circulaires séparées par une arche.
Le centre de la structure est occupé par une cour entourée de colonnes avec deux escaliers donnant accès au niveau supérieur. Les salles entourant la cour ont des tailles et des dispositions variées. La mosquée est située à ce niveau ainsi que plusieurs autres salles et la salle du trône,. La mosquée se situe à l'angle sud-est et est divisée en douze alcôves supportées par des piliers. Comme les autres palais des Omeyyades, comme le kasr al-Hayr al-Gharbi dans le désert de Syrie et le Khirbat al-Mafjar de Jéricho, Khirbat al-Minya suit un plan à cinq pièces entourant une grande salle. Au nord se trouvent les quartiers résidentiels.
Le bâtiment est construit en blocs de calcaire posés finement, de manière régulière, sur une rangée inférieure de pierres de basalte noir. La mosquée a une décoration assez simple mais l'entrée surmontée d'un dôme est, elle, richement décorée. Le haut des murs est agrémenté de large créneaux et l'intérieur est décoré de différentes mosaïques de verre et de pierre. Des panneaux de marbre couvrent les plinthes des murs. Dans les cinq pièces les plus au sud, des mosaïques de verre et de pierre décorent le sol en suivant des formes géométriques faisant penser à des tapis. Une mosaïque bien préservée a été découverte sur le sol d'une pièce située à l'ouest du palais. Certaines parties du palais s'élèvent à plus de 15 m de hauteur.